# Saturnino López Villanueva
Saturnino López Villanueva (Albacete, 1832-Albacete, 1912) fue un filántropo español.

## Biografía

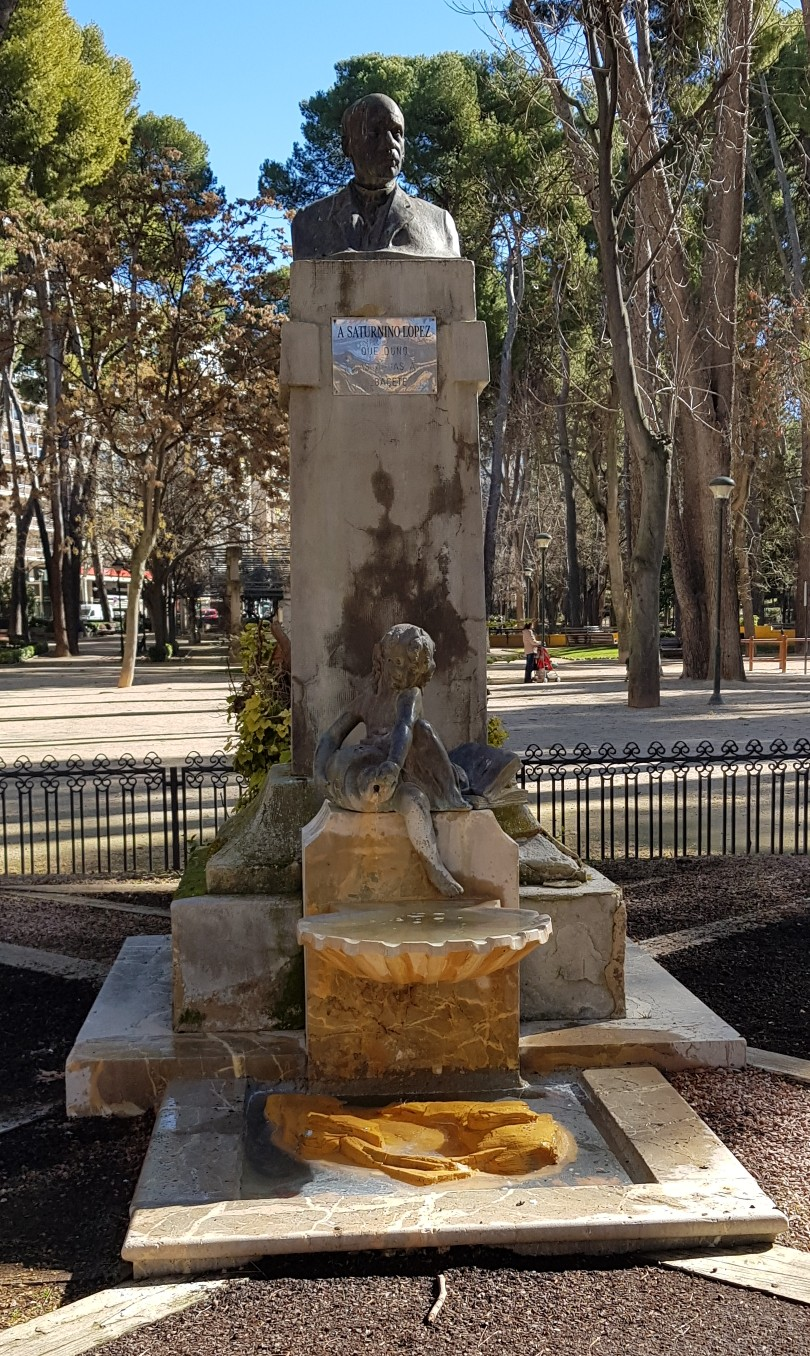
Monumento a Saturnino López, ubicado en el parque Abelardo Sánchez

Nació en Albacete el 11 de febrero de 1832 en el número 19 de la calle Zapateros, en la que vivió. Donó a la ciudad de Albacete el manantial de los Ojos de San Jorge y los terrenos por los que pasó la conducción, permitiendo el suministro de agua potable a la capital. Además, suscribió 100 acciones de la Sociedad de Aguas Potables de Albacete por valor de cinco mil pesetas de la época, que cedió al ayuntamiento.
En 1911 donó a la ciudad un grupo escolar, construido en el paseo de la Feria. Liberal y demócrata, fue declarado hijo predilecto de Albacete. En consecuencia, la ciudad le dedicó un monumento en su honor ubicado en el parque Abelardo Sánchez. Además, la histórica calle Zapateros recibió su nombre entre 1909 y 1979, año en el que volvió a su denominación original.